# Văltjin
Văltjin (bulgariska: Вълчин) är ett distrikt i Bulgarien.   Det ligger i kommunen Obsjtina Sungurlare och regionen Burgas, i den östra delen av landet, 290 km öster om huvudstaden Sofia.